# Estoril Open 2021
Estoril Open 2021, oficiálním názvem Millennium Estoril Open 2021, byl tenisový turnaj pořádaný jako součást mužského okruhu ATP Tour, který se odehrával v tenisovém areálu Clube de Ténis do Estoril na otevřených antukových dvorcích. Probíhal mezi 26. dubnem až 2. květnem 2021 v portugalském přímořském letovisku Cascais jako šestý ročník turnaje. V sezóně 2020 se událost nekonala pro pandemii covidu-19.
Turnaj s rozpočtem 481 270 eur patřil do kategorie ATP Tour 250. Nejvýše nasazeným hráčem ve dvouhře se stal čtrnáctý hráč světa Denis Shapovalov z Kanady. Jako poslední přímý účastník do singlové soutěže nastoupil 92. hráč žebříčku, Argentinec Juan Ignacio Londero.
Třetí singlový i antukový titul na okruhu ATP Tour vyhrál 33letý Španěl Albert Ramos-Viñolas, který se vrátil do první světové čtyřicítky. Z druhé společné účasti na túře ATP si odvezli deblovou trofej odvezl monacko-německý pár Hugo Nys a Tim Pütz.

## Rozdělení bodů a finančních odměn

### Rozdělení bodů
| Soutěž  | vítězové | finalisté | semifinalisté | čtvrtfinalisté | 16 v kole | 32 v kole | Q  | Q2 | Q1 |
| ------- | -------- | --------- | ------------- | -------------- | --------- | --------- | -- | -- | -- |
| dvouhra | 250      | 150       | 90            | 45             | 20        | 0         | 12 | 6  | 0  |
| čtyřhra | 250      | 150       | 90            | 45             | 0         | —         | —  | —  | —  |

### Finanční odměny
| Soutěž                              | vítězové | finalisté | semifinalisté | čtvrtfinalisté | 16 v kole | 32 v kole | Q2      | Q1      |
| ----------------------------------- | -------- | --------- | ------------- | -------------- | --------- | --------- | ------- | ------- |
| dvouhra                             | 41 145 € | 29 500 €  | 21 000 €      | 14 000 €       | 9 000 €   | 5 415 €   | 2 645 € | 1 375 € |
| čtyřhra                             | 15 360 € | 11 000 €  | 7 250 €       | 4 710 €        | 2 760 €   | —         | —       | —       |
| částka ve čtyřhře je uvedena na pár |          |           |               |                |           |           |         |         |

## Mužská dvouhra

### Nasazení
| Stát                          | Hráč                        | ATP | Nasazení |
| ----------------------------- | --------------------------- | --- | -------- |
| Kanada                        | Denis Shapovalov            | 14. | 1.       |
| Chile                         | Cristian Garín              | 22. | 2.       |
| Francie                       | Ugo Humbert                 | 31. | 3.       |
| Japonsko                      | Kei Nišikori                | 39. | 4.       |
| Kazachstán                    | Alexandr Bublik             | 42. | 5.       |
| Chorvatsko                    | Marin Čilić                 | 44. | 6.       |
| Španělsko                     | Albert Ramos-Viñolas        | 46. | 7.       |
| Španělsko                     | Alejandro Davidovich Fokina | 48. | 8.       |
| Žebříček ATP k 19. dubnu 2021 |                             |     |          |

### Jiné formy účasti
Následující hráči obdrželi divokou kartu do hlavní soutěže:
- Kei Nišikori
- Denis Shapovalov
- João Sousa[6]

Následující hráči postoupili z kvalifikace:
- Carlos Alcaraz
- Nuno Borges
- Pedro Martínez
- Jaume Munar

Následující hráč postoupil z kvalifikace jako tzv. šťastný poražený:
- Roberto Carballés Baena

### Odhlášení
před zahájením turnaje
- Pablo Carreño Busta → nahradil jej  Kevin Anderson
- Fabio Fognini → nahradil jej  Pierre-Hugues Herbert
- Gaël Monfils → nahradil jej  Marco Cecchinato
- Kei Nišikori → nahradil jej  Roberto Carballés Baena
- Benoît Paire → nahradil jej  Fernando Verdasco
- Diego Schwartzman → nahradil jej  Juan Ignacio Londero

v průběhu turnaje
- Richard Gasquet

### Skrečování
- Kevin Anderson

## Mužská čtyřhra

### Nasazení
| Stát                                                                                   | Hráč            | Stát       | Hráč                   | ATP | Nasazení |
| -------------------------------------------------------------------------------------- | --------------- | ---------- | ---------------------- | --- | -------- |
| Francie                                                                                | Fabrice Martin  | Francie    | Édouard Roger-Vasselin | 40. | 1.       |
| Jižní Afrika                                                                           | Raven Klaasen   | Japonsko   | Ben McLachlan          | 67. | 2.       |
| USA                                                                                    | Austin Krajicek | Rakousko   | Oliver Marach          | 70. | 3.       |
| Salvador                                                                               | Marcelo Arévalo | Nizozemsko | Matwé Middelkoop       | 93. | 4.       |
| Žebříček ATP k 19. dubnu 2021; číslo je součtem žebříčkového postavení obou členů páru |                 |            |                        |     |          |

### Jiné formy účasti
Následující páry obdržely divokou kartu do hlavní soutěže:
- Frederico Ferreira Silva /  Pedro Sousa
- Cameron Norrie /  João Sousa

### Odhlášení
před zahájením turnaje
- Romain Arneodo /  Benoît Paire → nahradili je  Nicholas Monroe /  Frances Tiafoe
- Marcel Granollers /  Horacio Zeballos → nahradili je  Cristian Garín /  David Vega Hernández

## Přehled finále

### Mužská dvouhra
- Albert Ramos-Viñolas vs.  Cameron Norrie, 4–6, 6–3, 7–6(7–3)

### Mužská čtyřhra
- Hugo Nys /  Tim Pütz vs.  Luke Bambridge /  Dominic Inglot, 7–5, 3–6, [10–3